# Neque semper arcum tendit Apollo
Neque semper arcum tendit Apollo es una locución latina que significa "Ni siquiera Apolo tiene siempre tenso el arco". Originalmente es un verso de Horacio: Odas II.10.19.
El sentido original del verso de Horacio es que Apolo no siempre envía sus flechas contra los hombres con la crueldad que usó contra los aqueos que sitiaban Troya; en el libro I de la Iliada se cuenta que este dios envía una epidemia que diezma sus filas para vengar una afrenta. Sin embargo, el significado que comúnmente se da a esta frase es que incluso Apolo reposa de vez en cuando, es decir, que incluso los mejores o más poderosos necesitan descansar.